# Ptichopus hylauius
Ptichopus hylauius is een keversoort uit de familie Passalidae. De wetenschappelijke naam van de soort is voor het eerst geldig gepubliceerd in 1994 door Fonseca & Reyes-Castillo.